# Videogioco a piattaforme

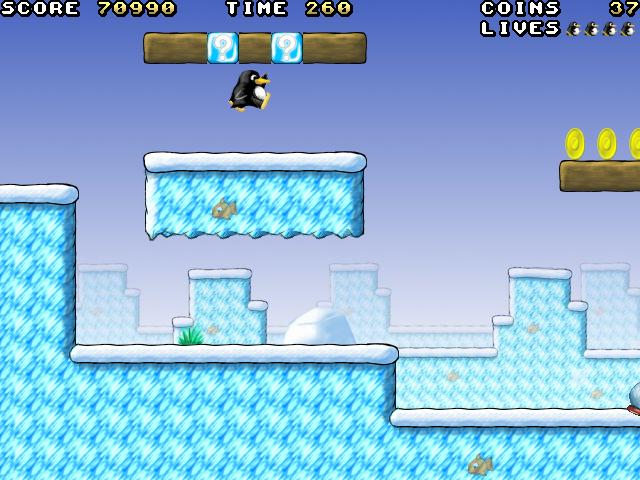
SuperTux, un platform bidimensionale a scorrimento, ispirato al celebre Super Mario Bros.

Il videogioco a piattaforme (comune il termine inglese platform, o anche platform game o platformer) è un sottogenere dei videogiochi d'azione dove la meccanica di gioco implica principalmente l'attraversamento di livelli costituiti da piattaforme, spesso disposte su più piani. Il personaggio controllato dal giocatore si sposta sopra tali piattaforme e di solito può passare dall'una all'altra saltando oppure usando scale.
Il platform rappresenta uno dei generi videoludici fondamentali. Le tematiche trattate nei videogiochi di tale genere possono appartenere a numerose combinazioni di stili; meccaniche a piattaforme sono spesso mescolate con altri generi come sparatutto, avventura o rompicapo.
I primi esperimenti risalgono al 1980, da cui in seguito si svilupparono i successivi giochi. Tradizionalmente infatti i videogiochi a piattaforme sono strutturati in un'unica schermata fissa e con visuale bidimensionale di lato, nella quale l'eroe può saltare, salire o scendere scale, evitare ostacoli, combattere nemici e raccogliere oggetti. In seguito il genere si è ampliato con ambienti a scorrimento e più tardi tridimensionali (3D).
Il titolo generalmente riconosciuto come il primo videogioco a piattaforme è l'arcade Space Panic (1980), mentre il primo ad avere enorme successo fu Donkey Kong (1981). Prima ancora dell'affermarsi del termine platform venivano definiti "giochi di risalita" (climbing game), in riferimento al fatto che il personaggio deve salire su scenari multipiano.

## Storia

### Videogiochi a schermo fisso

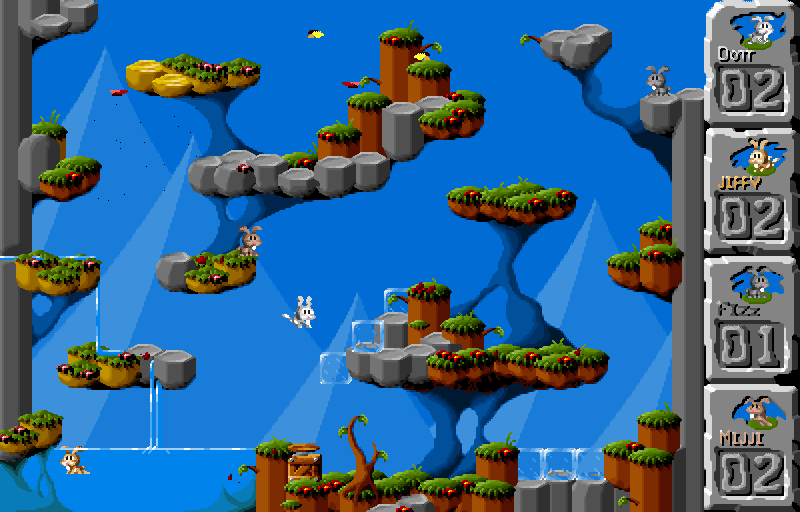
Jump 'n Bump, un platform a schermo fisso

La maggior parte dei primi esempi di platform si limitano a un campo di gioco fisso, di solito visto di profilo.
Space Panic, un gioco arcade del 1980 di Universal, è spesso considerato il primo videogioco a piattaforme, sebbene la distinzione sia oggetto di discussione. Il protagonista può cadere dalle piattaforme, ma non saltare, quindi il gioco non soddisfa i criteri moderni del genere. Ciononostante, ha chiaramente influenzato il genere, con una modalità di gioco incentrata sul salire scale tra piani differenti, un elemento comune in molti dei primi platform. Space Panic era un gioco difficile e rimase poco conosciuto come arcade, ma il clone non ufficiale del 1981 Apple Panic è stato un successo sui computer casalinghi.
Donkey Kong, un gioco arcade creato da Nintendo e pubblicato a luglio 1981, è stato il primo gioco a permettere ai giocatore di saltare sopra agli ostacoli e ai buchi; ciò lo rese il primo platform completo di tutte le caratteristiche fondamentali, se si considera il salto una di esse.
Il grande successo di Donkey Kong diede una spinta decisiva al genere e ne seguì la pubblicazione di molti giochi simili, sia veri e propri cloni come Crazy Kong, sia titoli influenzati come Kangaroo, Mr. Do's Castle, BurgerTime, Miner 2049er, Jumpman, Popeye. 
Donkey Kong ha tra l'altro introdotto Mario, un'icona moderna del genere, con il nome di Jumpman; il personaggio prese poi il nome definitivo con Mario Bros. (1983), un platform che permette di giocare in cooperativa contemporaneamente. Un'altra pietra miliare del platform cooperativo è Bubble Bobble (1986).
A partire dal 1982, nacquero giochi di transizione che non presentano grafica a scorrimento, ma hanno livelli estesi su molti schermi connessi. Pitfall!, pubblicato per l'Atari 2600, presenta livelli ampi ed estesi in orizzontale. Diventò uno dei giochi più venduti della console e fu una svolta per il genere, definendo lo standard per l'azione di esplorazione. Il seguito Pitfall II (1984) approfondì ulteriormente la componente di esplorazione con complessi livelli che si estendono anche in verticale. Smurf: Rescue in Gargamel's Castle del 1982 per ColecoVision introdusse una primitiva forma di scorrimento solo decorativo nelle transizioni tra gli schermi statici. Manic Miner (1983) e il suo seguito Jet Set Willy (1984) continuarono lo stile di livelli a schermi multipli su home computer e sono caratterizzati da percorsi difficili e salti di precisione. Nello stesso anno, Epyx pubblicò Impossible Mission, che espanse ulteriormente l'aspetto esplorativo e gettò le fondamenta per giochi del tipo di Prince of Persia.

### Classificazione dei primiplatform
Il termine platform game (gioco platform, o a piattaforme) è piuttosto ambiguo, particolarmente se riferito a giochi che precedono la diffusione internazionale del termine. Il concetto di videogioco a piattaforme come è stato definito nei primi tempi è abbastanza diverso dal modo in cui è usato comunemente oggi.
In seguito alla pubblicazione di Donkey Kong, spuntò un genere di giochi con uno stile simile, caratterizzati dalla vista di profilo di piani connessi da scale. Gli obiettivi tipici di questi giochi sono arrivare in cima allo schermo o raccogliere determinati oggetti. La stampa nordamericana etichettò il genere con il nome "climbing games", letteralmente "giochi di arrampicata", tradotto in italiano come "giochi di risalita". La rivista TV Gamer, con sede a Londra, ha elencato "Climbing" come categoria di gioco nel numero di marzo 1983, e definì Donkey Kong "il più famoso gioco di arrampicata". Tra il 1983 e il 1984, qualche periodico britannico cominciò a chiamare i piani del gioco "piattaforme" e chiamò tali giochi "platform" poco dopo.
Il termine "climbing" o "di risalita" passò a indicare solo il sottogenere in cui lo scopo è raggiungere un punto in cima allo schermo, per poi scomparire in favore del più generico "platform".
Da allora i termini platform game e platformer hanno guadagnato ampio uso in Occidente, e dai primi usi il concetto si è evoluto, in modo particolare quando il genere ha avuto un picco di popolarità durante i primi anni 1990. La generazione delle piattaforme a 16 bit è infatti il periodo in cui il platform dominò maggiormente.

### Videogiochi a scorrimento
Un precursore al genere del 1980 è Crazy Climber di Nichibutsu, che tratta il concetto di scalare grattacieli a scorrimento verticale, tuttavia ebbe successo limitato per via del poco pratico metodo di controllo.
Il primo gioco a piattaforme con vero scorrimento orizzontale è spesso ritenuto il poco noto arcade Jump Bug (1981).
Nel 1984 esce Pac-Land, un platform di successo che presentava finalmente uno scorrimento fluido. L'anno successivo, combinando l'immaginario della saga di Mario con la novità del platform a scorrimento, esce Super Mario Bros. per NES. Enorme successo, rimase a lungo il gioco più venduto di tutti i tempi ed è anche il primo videogioco da cui sia stato tratto un film. Super Mario Bros. fu in particolare un capolavoro del design, con una varietà di azioni del personaggio che non si era mai vista nei platform, level design razionale e difficoltà ben calibrata.
La Sega, dopo aver tentato con minor successo di contrapporre a Mario il proprio personaggio Alex Kidd (protagonista di diversi platform), nel 1991 pubblica il gioco Sonic the Hedgehog per Sega Mega Drive con l'obiettivo di competere con la popolarità di Mario, introducendo il popolare personaggio di Sonic e dando così il via alla "guerra delle console" dei primi anni '90 tra Sega e Nintendo. Tuttora Mario e Sonic sono due dei personaggi più influenti della storia videoludica.
Tra gli altri importanti platform a scorrimento dell'epoca ci sono Ghosts 'n Goblins (1985), Bionic Commando (1987), Castle of Illusion (1990), Super Mario World (1990), Zool (1992), Earthworm Jim (1994), Donkey Kong Country (1994).

### Videogiochi 3D

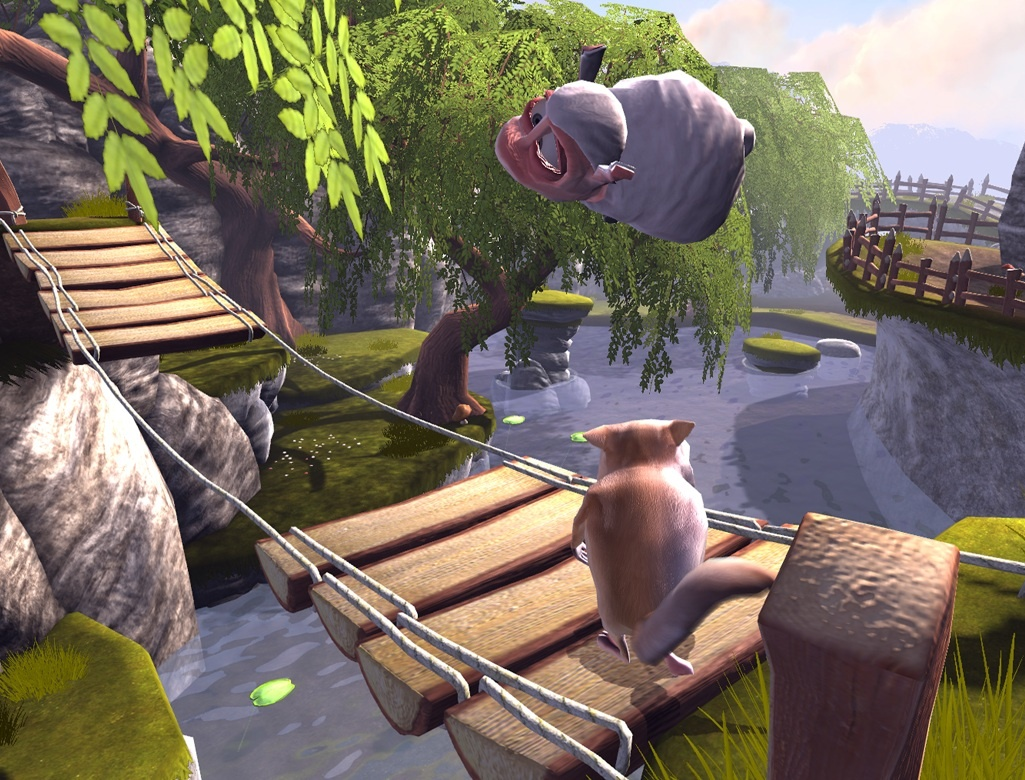
Yo Frankie!, un platform 3D

I primi platform in tre dimensioni utilizzarono prospettiva isometrica o 2.5D per rappresentare piattaforme piane, attraversabili in più direzioni e non solo in orizzontale. Alcuni esempi precoci sono Q*bert, Congo Bongo e Marble Madness.
Il vero 3D si affermò nel mondo videoludico con l'avvento della sesta generazione, ma a parte pochi e parziali tentativi come Jumping Flash! e Floating Runner, il primo vero platform in tre dimensioni fu Super Mario 64 per Nintendo 64 (1996), che ebbe enorme influenza sulla successiva storia del genere.
Da Super Mario 64 in poi il platform 3D ha avuto grande fortuna. Nello stesso anno uscì Crash Bandicoot per PlayStation, che divenne presto una delle icone della console, pur presentando movimento nello spazio più limitato e quasi ibrido tra 2D e 3D. Tra i titoli più noti che seguirono, Croc (1997), Chameleon Twist (1997), Banjo-Kazooie (1998), Gex 2 (1998), Sonic Adventure (1998), Spyro the Dragon (1999), Ape Escape (1999), Rayman 2 (1999).
Nel nuovo secolo il genere continua sia con vecchi protagonisti, sia con nuovi successi come Conker, Psychonauts, Jak and Daxter, Ratchet & Clank, LittleBigPlanet, Mirror's Edge. Negli anni '10, grazie soprattutto ai videogiochi indipendenti, si verifica anche un notevole ritorno dei platform a scorrimento 2D, con nuovi successi come Shovel Knight.